# HardKaze

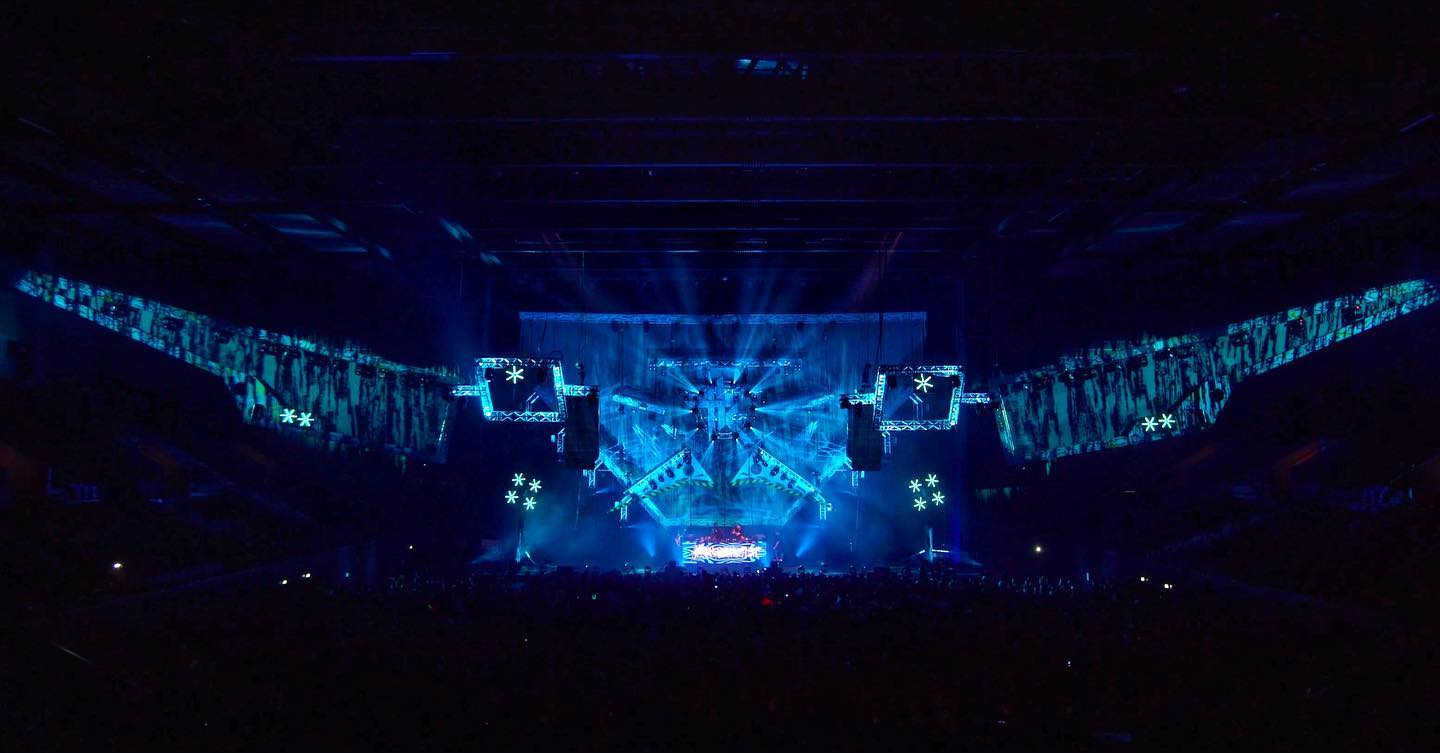
Mainstage Hardkaze 2019

 (avril 2020).
Hardkaze est un festival de musiques électroniques, principalement axé hardstyle et hardcore, annuellement organisé depuis 2018 par OnKaze. Il s'agit du premier plus grand festival, indoor Hardstyle et Hardcore de France. De nombreux effets de lumières sont utilisés durant la soirée et des performances de danse ont lieu sur la mainstage, des disc-jockey connus participent au festival depuis sa création, notamment Frequencerz, Partyraiser, Angerfist, Psyko Punkz, D-Block & S-Te-Fan, Brennan Heart, Ran-D.

## Histoire
Hardkaze est un événement organisé par l'association française Onkaze  depuis 2018. Cet événement est organisé pour une première fois au Zénith Oméga de Toulon en 2018 sur le thème du Moyen Âge (War for Mystery). La seconde édition a été organisée en 2019 sur thème axé autour de la Galaxie (Beyond The Galaxy) ainsi pour la 3e édition organisée en 2020 le thème  était axé autour de la Jungle (The lost jungle).Pour l'édition 2019 MC Tellem et MC Da Watcher étaient les maîtres de cérémonies, MC Tellem a animé seule la 3e édition. Après 2 ans d’absence en raison de la crise du Covid19, le festival Hardkaze (l’association Onkaze) fait son grand retour en 2022 au Zénith Sud Montpellier. 

## Une scénographie qui fait frissonner
S’il y a bien quelque chose qui distingue le Hardkaze festival, c’est sa mise en scène et sa scénographie toujours plus pointues. L’expertise de techniciens venus tout droit du Qlimax garantira alors un show lumière XXL n’ayant rien à envier aux festivals voisins !

## Éditions
| Année | Date       | Lieu               | Hymne                       | stage | Affluence | line-up                   |
| ----- | ---------- | ------------------ | --------------------------- | --- | --------- | ------------------------- |
| 2018  | 3 mars     | Toulon, France     |                             | War stage (Hardstyle, Hardcore, Rawstyle, Frenchcore), Core stage (Hardstyle, Rawstyle), Hardpulz stage (Hardstyle,Rawstyle) | 8 000     | « Hardkaze line-up 2018 » |
| 2019  | 9 mars     | Toulon, France     | Caezar - Beyond The Galaxy  | Space stage (hardstyle), Karnage stage (hardstyle, Rawstyle), Conspiracy Stage (Hardstyle, Rawstyle),                        |           | « Hardkaze line-up 2019 » |
| 2020  | 15 février | Toulon, France     | Brutality - The Lost Jungle | Jungle stage (Hardstyle, Hardcore, Rawstyle, Frenchcore), French stage (Hardstyle,Rawstyle),                                 |           | « Hardkaze line-up 2020 » |
| 2022  | 5 mars     | Montpellier France | Release - The Force         | Mainstage (Hardstyle, Hardcore, Frenchore)                                                                                   |           | [ 2 ]                     |